# Aribert Heim
Aribert Ferdinand Heim (Bad Radkersburg, 28 giugno 1914 – Il Cairo, 10 agosto 1992) è stato un medico austriaco, membro delle SS.
Figlio di un poliziotto e di una casalinga, studiò medicina a Graz. Si unì alle SS dopo l'Anschluss. Nella primavera del 1940 aderì come volontario alle Waffen-SS arrivando al grado di Hauptsturmführer.
Fu il medico nel campo di sterminio di Mauthausen. Denominato anche «dottor Morte» o «macellaio di Mauthausen», torturò ed uccise centinaia di persone con vari metodi, tra cui iniezioni letali dirette al cuore. Confermato da molte testimonianze, il suo metodo preferito: iniettare benzina, acqua o veleno nel cuore delle vittime. Inoltre per "vincere la noia" controllava i tempi di morte dei suoi vari "pazienti"  consultando un cronografo. Altro suo segno distintivo era il mostrare sul suo tavolo dei crani con magnifiche dentature, usati anche come fermacarte. 
Era ricercato, e sulla sua testa pendeva una taglia di 300 000 euro. A Massagno, in Svizzera, l'ex moglie possiede una palazzina; si pensa che gli utili derivati da essa l'abbiano aiutato nella sua fuga. Le autorità svizzere ritengono infatti che il divorzio di Heim dalla moglie sia stato unicamente una mossa tattica.
Nel 2006 sembrava essere stato individuato in Cile dove viveva la figlia Waltraud fin dagli anni settanta.

## La parentesi uruguaiana
Sorprendente è stata dopo investigazioni approfondite scoprire che Aribert Heim, il dottor Morte avrebbe vissuto (continuando ad esercitare la professione medica) in Uruguay, proprio nella nazione in cui, nel 1965, avvenne l'operazione Cukurs da parte del "Mossad". Tutto è stato rivelato dopo un'inchiesta condotta dal quotidiano uruguaiano El Pais.
Testimonia concretamente questa scoperta il ritrovamento di un documento cartaceo: una richiesta di permesso per entrare dall’Uruguay al Brasile firmata da un certo dottor "Enrique Klugkist", la falsa identità usata dal medico Heim.
La sicura presenza del "macellaio di Mauthausen" fu registrata a Paysandú (capitale dell’omonimo dipartimento uruguaiano). 
Già molti anni prima un reportage del quotidiano spagnolo El Mundo aveva scoperto che il criminale aveva vissuto in questa nazione sudamericana. In seguito si sarebbe rifugiato nella Spagna franchista.
Anche se non noto alla pubblica opinione mondiale come Josef Mengele, Heim è stato uno dei criminali nazisti più ricercati nel secondo dopoguerra, anche da parte di Simon Wiesenthal e dalla sua organizzazione. Solamente in pochi mesi, nel 1941, aveva eseguito con zelo e passione una impressionante quantità (oltre 100) di omicidi, torture, esperimenti perfettamente inutili con notevole sadismo utilizzando vittime ebree in realtà perfettamente sane costrette a farsi operare senza anestesia.

## L'intervista al figlio (2008)
Nell'agosto del 2008 il giornalista del giornale popolare tedesco Bild, Burkhard Uhlenbroich, riuscì ad intervistare il figlio del criminale nazista, Rüdiger (nato nel 1956, allora 52.enne) nella villa "guglielmina" che la famiglia possiede a Baden-Baden, inserita in un ampio  parco. Ancora vivente all'epoca, Friedl Heim, consorte del medico delle SS ma ufficialmente divorziata nel 1967. Il figlio si affrettò a dire che i genitori di sua madre, arricchitisi per speculazioni immobiliari prima del conflitto mondiale  acquistarono nel 1952 questa villa nella quale, suo padre, riuscì a vivere (indisturbato) con la sua famiglia, dal 1955 al 1962. Come riferisce il giornalista, la villa è arredata con "preziosi oggetti d'antiquariato, dipinti a olio sulle pareti alte fino a quattro metri, ornamenti in stucco sui soffitti e piccole statuette di porcellana su mensole e tavolini'".
"Abbiamo ancora molti oggetti provenienti dai nostri nonni materni", continua Heim junior. Queste proprietà "sono il fondamento della nostra attuale ricchezza". Sul loro conto personale in una banca a Berlino è stata trovata comunque la somma  di 1 milione e 200.mila Euro sottoposta a sequestro giudiziario in attesa della dichiarazione di morte presunta, arrivata da parte del tribunale tedesco nel 2012, quattro anni dopo la data dell'intervista al figlio.
Il figlio ha comunque ribadito di:  "essere stato informato di questo solo nel 1997 dalla polizia. Se fossi davvero l'erede, donerei il denaro: per l'indagine storica sulle sofferenze patite nel campo di concentramento di Mauthausen".
Aggiungendo che "mio padre che non ho più visto, da piccolo, dovrebbe rispondere alle terribili accuse". 
E ancora ribadendo che "il passato di mio padre fa parte della mia vita. Negarlo sarebbe inutile, anche se non devo spiegare a nessuno che non sono un nazista; chiunque mi conosca lo sa.".
La vicenda ha destato l'interesse di due giornalisti, Souad Mekhennet e Nicholas Kulish che hanno  indagato sugli ultimi anni del "dottor morte" scrivendo un libro (primariamente edito in inglese); grazie alle loro dettagliate inchieste è emerso che la sua latitanza era finanziariamente coperta dall'affitto di una casa a Berlino. Il denaro veniva inviato da parte di sua sorella e il figlio più piccolo gli faceva regolarmente visita. I magistrati e la polizia evidentemente avevano ignorato tutto questo.
Heim, in seguito, divenne un malato oncologico e il figlio ammise che: "morì nel 1992 in una stanza di un hotel al Cairo".
Decenni prima aveva adottato false generalità, di seguito addirittura "convertendosi all'Islam".
È emerso, come per moltissimi criminali di guerra fuggiti fra medio-oriente e Sudamerica (soprattutto dopo il più famoso caso che fu la cattura e il processo ad Eichmann), che i vari Mengele, Roschmann, Barbie, Cukurs, Rauff, Brunner (solo per citarne alcuni) avevano tutti vissuto - come appunto Ariberto Heim - dal dopo guerra, nel terrore di essere scoperti.
Dopo il 2008 è stata rinvenuta una valigetta impolverata al Cairo dentro la quale l'ex "medico-mostro" del lager conservava importanti documenti e carte.
Dal libro emerge che nel caos dell'immediato dopoguerra, Heim riuscì a passare indenne fra le maglie della cosiddetta "denazificazione" a ricostruire un'immagine pubblica  esercitando la professione di ginecologo, buon padre di famiglia, persona rispettabile di Baden-Baden, potendo condurre vita agiata e tranquilla. Esistevano cittadini invece che volevano controllare il passato criminale di questi personaggi, all'epoca, moltissimi viventi e imboscati. Alfred Aedtner, di professione un poliziotto era entrato nell'ufficio per l'"accertamento dei crimini nazisti" che la Germania Federale (ma anche l'altra, la Germania Orientale) perseguiva. Studiando il suo dossier, la caccia a Heim si trasformò nella sua ragione di vita. 
Risulta, dal libro, che, nel 1962 il medico, informato che le autorità stavano per arrestarlo, si dileguò all'improvviso.
Il poliziotto Aetner condusse le proprie indagini in tutta Europa e persino in Sudamerica, in collaborazione con Simon Wiesenthal.

## Gli ultimi anni in Egitto
Agli inizi del 2009 una televisione tedesca ha affermato che il criminale nazista sarebbe morto di cancro in Egitto nel 1992, come riferito dal figlio, da alcuni conoscenti e da una copia del certificato di morte. Nel 2010 vengono prudentemente avanzati nuovi dubbi sul suo reale decesso: Efraim Zuroff, direttore del Centro Wiesenthal, affermava in un'intervista che, secondo lui "il caso è ancora aperto".
In verità è emerso che è deceduto all'età di 78 anni, nella sua stanza d'albergo al numero 414 di Port Said Street, al Cairo, per un tumore al colon. 
Come è  sicuro che terminata la guerra, Heim riuscì ancora a presentarsi per un certo periodo alla società  civile come rispettabile cittadino aprendo uno studio medico a Baden-Baden sino al 1962, data che rappresentò  il cambio della sua vita: scoperto e incriminato per il suo terrificante passato al fedele servizio del Reich e delle SS, da allora in poi si persero le sue tracce e si diede alla latitanza.
Nel 2012 (se vivente, Heim avrebbe avuto in quell'anno ben 98 anni) i procuratori di Baden-Baden, consultando i documenti forniti dal suo avvocato difensore (e con la testimonianza di suo figlio) giunsero alla conclusione che Heim era la stessa persona di tale "Tarek Hussein Farid", morto di cancro al Cairo in quello stesso anno.
Sul programma d'attualità della rete ZDF "Heute Journal", il figlio di Heim, Rüdiger, ha confermato che suo padre viveva al Cairo. Lui stesso lo visitò negli anni '70 del secolo scorso. Desta però sorpresa il sapere che un occidentale abbia assunto il nome di "Tarek Farid Hussein", inoltre pare il nazista Heim, quindi seguace delle teorie razziste ed "ariane" si era convertito all'Islam per motivi "mimetici" per ottenere una facile e totale "copertura" grazie a questo nome. La rete tedesca ZDF ha mostrato, estraendo dalla valigetta una copia di un passaporto egiziano, le varie domande di permesso di soggiorno negli anni, estratti conto bancari, lettere e cartelle cliniche che hanno permesso una sicura identificazione. Esiste poi la copia del suo certificato di morte, oramai, vista la sua data di nascita, più sicura che mai. Probabilmente risulta sepolto (1992) in un cimitero "per poveri", come riferito, nei pressi della Città Vecchia del Cairo, sollevando cosi, in Germania, la famiglia dal dover richiederne i resti.

## Opere
- Souad Mekhennet, Nicholas Kulish:

"Dr. Tod - Die lange Jagd nach dem meistgesuchten NS-Verbrecher", 
(aus dem Englischen von Rita Seuß), 
Verlag C.H.Beck, München, 2015. 352 Seiten; 24,95 €. 
ISBN 978-3-406-67261-
- HOEPLI.it

Kulish Nick; Mekhennet Souad:
"Il dottor morte"
MONDADORI
Edizione: 09/2014; € 17,00 
ISBN: 9788804643647